# Фрідріх Ратцель
Фрі́дріх Ра́тцель (нім. Friedrich Ratzel; 30 серпня 1844, Карлсруе — 9 серпня 1904, Аммерланд) — німецький зоолог і географ. Вважається основоположником антропогеографії та політичної географії, і заклав початок в розвитку геополітичної науки. Він уперше в 1901 році вжив термін «життєвий простір» (нім. Lebensraum) на означення важливого географічного фактору середовища проживання, що впливає на діяльність людини, зумовлює хід і напрямок розвитку конкретних суспільств. Перекрутивши його хід думок та погляди нацисти застосували цю термінологію для обґрунтування розв'язування 2-ї світової війни та експансії за межі Німеччини.

## Життя
Фрідріх Ратцель був наймолодшим з чотирьох дітей Карла Ратцеля, який служив камердинером при графському дворі у Карлсруе. Навчався в середній школі в Карлсруе протягом 6 років. У 15 років його віддали в науку до аптекарів. У 1863 році він вирушив до Рапперсвіля, що коло озера Цюрих у Швейцарії, де почав вивчати антикознавство. Згодом, після ще одного року праці аптекарем у місті Мерс поблизу Крефельда (1865—1866), навчався деякий час в середній школі в Карлсруе і став студентом зоології в університетах Гейдельбергу, де прослухав курс лекцій професора Ернста Геккеля (автора терміна «екологія»), Єні та Берліні.
Після закінчення навчання Ратцель почав подорожувати, що, власне, в певному роді перетворило його з біолога в географа. Він розпочав свою польову роботу в Середземномор'ї з того, що писав листи про власний досвід. Завдяки цій діяльності Ратцель отримав роботу репортера в газеті «Kölnische Zeitung» — одній з провідних газет Німеччини в ХІХ столітті, що дало йому можливість далі продовжувати свої подорожі.
Фрідріх Ратцель, всебічно зацікавлений вчений, був також правдиво вірним державі німцем. На час франко-прусської війни в 1870 році, він приєднався до німецької армії і впродовж ведення бойових дій між сторонами, був двічі пораненим.
Став ініціатором кількох експедицій, найдовшою та найважливішою з яких була поїздка до країн Північної Америки, Куби та Мексики. Ця подорож стала переломним моментом в кар'єрі Ратцеля. Він вивчав вплив людей німецького походження в Америці, особливо на Середньому Заході, а також інші етнічні групи в Північній Америці.
У 1876 році видав роботу «Зображення міст та культур у Північній Америці» (нім. Städte-und Kulturbilder aus Nordamerika), що дало поштовх до створення культурної географії. Згідно з Ратцелем, міста — найкращі місцевості для вивчення людей, тому що там життя «змішане, стиснене та прискорене» і воно викриває «найбільше та найкраще найтиповіші сторони людей». Ратцель подорожував до Нью-Йорка, Бостона, Філадельфії, Вашингтона, Ричмонда, Чарлстона, Нового Орлеану та Сан-Франциско.
У 1875 році, після повернення, Ратцель став викладачем географії у Мюнхенському технічному університеті. У 1876 він був призначений на посаду помічника професора, а у 1880 році став повноправним професором. За час перебування у Мюнхені, Ратцель видав декілька книжок та потвердив свою академічну кар'єру. 1886 року він прийняв запрошення з Лейпцигу. Його лекції були популярними — їх відвідувало багато людей, зокрема впливова американський географ Геллен Черчиль Семпл (англ. Ellen Churchill Semple).
Продовжував свою працю в Лейпцигу аж до своєї раптової смерті 9 серпня 1904 року в Аммерланді (Німеччина).

## Наукові праці
Ратцель розкриває основи антропогеографії у своїй двотомній «Антропогеографії» (нім. Anthropogeographie) у 1882 та у 1891 роках. Цю роботу неправильно витлумачили багато його учнів, що спричинило появу певної кількості географічних детерміністів. Його тритомна праця «Історія людства» (англ. The History of Mankind) була опублікована англійською у 1896 році і містила в собі понад 1100 чудових гравюр та прекрасну хромолітографію.
Фрідріх Ратцель заклав концептуальні положення, що викладені в працях «Закони просторового росту держав» (1896), «Політична географія» (1897), «Море, як джерело могутності народів» (1900). Великий вплив на геополітичну концепцію Ф. Ратцеля мали ідеї дарвінізму. Бувши прихильником соціал-дарвінізму, Ф. Ратцель розглядав державу як біологічний організм, що має певні цикли розвитку та потреби розширювати свій життєвий простір. У виділених ним 7 законах просторового розвитку держави, автор вказав, що зі зростанням культури нації повинна розширюватися територія держави.